# Nazionale maschile di baseball della Gran Bretagna
La nazionale maschile di baseball britannica rappresenta il Regno Unito nelle competizioni internazionali, come i campionati europei di baseball o il campionato mondiale di baseball organizzato dalla International Baseball Federation. La squadra ha l'onore di aver vinto la prima edizione del campionato mondiale della storia nel 1938, ma da allora sono dovuti passare 71 anni prima che i britannici riuscissero a qualificarsi ad una seconda edizione, nel 2009. Il team non ha mai preso parte ai Giochi olimpici, al World Baseball Classic né alla Coppa intercontinentale, mentre vanta tre secondi posti ai campionati europei, il più recente dei quali nel 2007.
La squadra non rappresenta tuttavia l'intero Regno Unito bensì solo Inghilterra, Galles e Scozia. L'Irlanda del Nord infatti, insieme alla Repubblica d'Irlanda, è rappresentata dalla nazionale irlandese.

## Piazzamenti

### Campionato mondiale di baseball
- 1938 :  1°
- 2009 : 15°

### World Baseball Classic
- 2013: non qualificata[2]
- 2017: non qualificata

### Campionati europei di baseball
- 1954 : non qualificata
- 1955 : non qualificata
- 1956 : non qualificata
- 1957 : non qualificata
- 1958 : non qualificata
- 1960 : non qualificata
- 1962 : non qualificata
- 1964 : non qualificata
- 1965 : non qualificata
- 1967 :  2°

- 1969 : non qualificata
- 1971 : 7°
- 1973 : non qualificata
- 1975 : non qualificata
- 1977 : non qualificata
- 1979 : non qualificata
- 1981 : non qualificata
- 1983 : non qualificata
- 1985 : non qualificata
- 1987 : non qualificata

- 1989 : 7°
- 1991 : 8°
- 1993 : non qualificata
- 1995 : non qualificata
- 1997 : 9°
- 1999 : 9°
- 2001 : 10°
- 2003 : 9°
- 2005 : 7°
- 2007 :  2°

- 2010 : 8°
- 2012 : 11°
- 2014 : 9°
- 2016 : 10°
- 2019 : 9°
- 2021 : 6°
- 2023 :  2°